# Bulbophyllum adolphii
Bulbophyllum adolphii là một loài phong lan thuộc chi Bulbophyllum.